# Хаас, Эрл
Эрл Хаас (1888—1981) — американский врач-остеопат и изобретатель. Известен в первую очередь как изобретатель гигиенических тампонов (1929).
Окончил Канзасский городской колледж остеопатии в 1918 году и провел 10 лет в Колорадо в качестве сельского врача, а затем, в 1928 году, отправился в Денвер.

## Изобретения
Он изобрел гибкое кольцо для противозачаточной диафрагмы (и заработал $50 000 от продажи патента), торговал недвижимостью и был президентом компании, производившей антисептики.
Хаас, по его словам, хотел изобрести нечто лучшее, чем те кусочки ткани, которыми приходилось пользоваться его жене и другим женщинам. Идея тампона пришла к нему благодаря подруге из Калифорнии, которая использовала во влагалище губку для впитывания менструальной крови. В 1929 году он разработал своеобразную пробку из хлопка, вставлявшуюся посредством двух картонных трубочек; это было сделано специально, чтобы женщине не нужно было прикасаться к хлопку.
Два года спустя, в 1931 году, он запатентовал своё изобретение, надеясь предложить его какой-нибудь фармацевтической фирме для промышленного производства. Попытки заинтересовать изобретением кого-либо, в том числе компанию Johnson & Johnson, не увенчались успехом. 16 октября 1933 года он наконец продал патент и торговую марку Гертруде Тендрих, деловой женщине, иммигрантке из Германии, за $32 000. Первые тампоны она изготовила в домашних условиях при помощи швейной машинки и трамбовочной машины доктора Хааса. В 1934 г. Тендрих вместе с компаньонами из Денвера учредила компанию «Тампакс сейлз Корпорейшн», став её первым президентом. Но, столкнувшись с нехваткой денег для широкого выхода на рынок, Тендрих стала искать новых партнеров, и в 1936 году была создана новая фирма «Tampax Incorporated», выведшая в том же году на массовый рынок тампон, разработанный в соответствии с первоначальным замыслом д-ра Хааса. Новый бренд мгновенно стал лидером продаж, обогнав по популярности тампон «Fibs» (в дальнейшем «The Kotex Tampon»), предложенный компанией «Kimberly-Clark».
Лондонская газета Sunday Times в 1969 году назвала Хааса одним из «1000 творцов двадцатого века».
После продажи прав на тампон д-р Хаас продолжил врачебную практику, а также занимался различными видами бизнеса. Позднее он сожалел о продаже прав, но радовался успеху своего изобретения. Умер д-р Хаас в возрасте 93 лет в 1981 году. Вплоть до смерти он предпринимал попытки улучшить тампон.